# Tillsonburg
Tillsonburg är en ort i Kanada.   Den ligger i provinsen Ontario, i den sydöstra delen av landet, 500 km sydväst om huvudstaden Ottawa. Tillsonburg ligger 225 meter över havet och antalet invånare är 15 301.
Terrängen runt Tillsonburg är huvudsakligen platt. Tillsonburg ligger nere i en dal. Tillsonburg är det största samhället i trakten. 
Trakten runt Tillsonburg består till största delen av jordbruksmark. Runt Tillsonburg är det glesbefolkat, med 19 invånare per kvadratkilometer.